# State Farm Stadium
O State Farm Stadium (anteriormente denominado University of Phoenix Stadium) é um estádio fechado localizado em Glendale, subúrbio de Phoenix, no Arizona, Estados Unidos. É a casa do time de futebol americano da NFL Arizona Cardinals.
A cerimônia de fundação do estádio ocorreu em 12 de Abril de 2003, sendo inaugurado em 12 de Agosto de 2006 (Cardinals 21-13 Pittsburgh Steelers), tem capacidade regular para 63.500 torcedores, podendo ser ampliada para 72.000 em eventos de maior importância. O primeiro jogo da temporada foi contra o San Francisco 49ers, com vitória do Cardinals por 34 a 27.
Teve o nome de Cardinals Stadium até pouco depois de sua inauguração, até que a Universidade de Phoenix (que é primariamente online e não possui equipes esportivas) comprou os direitos do nome do estádio. Em setembro de 2018, a State Farm Insurance comprou os direitos do estádio num acordo de 18 anos.
O custo estimado da obra foi de US$ 455 milhões, sendo US$ 147 milhões da franquia, US$ 298 milhões da Arizona Sports and Tourism Authority, responsável pela Administração do estádio, e US$ 9,5 milhões do município de Glendale.
O estádio tem um sistema para a retirada do gramado em dias sem jogo (semelhante ao do Sapporo Dome, no Japão, e da Veltins Arena, na Alemanha) e de um teto retrátil. Do outro lado da rua, está o ginásio Gila River Arena, onde joga o time de hóquei no gelo Arizona Coyotes.
O estádio recebeu a edição nº 42 (XLII) do Super Bowl, a final do futebol americano, em 3 de Fevereiro de 2008, e a final da NFL com o Super Bowl XLIX, em 2015. O estádio voltou a sediar o Super Bowl LVII a 12 de fevereiro de 2023.
No dia 28 de março de 2010, o estádio recebeu o WrestleMania XXVI, um dos maiores eventos esportivos do mundo e teve o recorde de público de 72.219.
O estádio já sediou o Fiesta Bowl, o BCS National Championship Game 2007, 2011 BCS National Championship Game e 2016 Campeonato Nacional College Football Playoff um jogo que sediou a cada quatro anos, que estabeleceu recorde entretenimento atendimento do local de 78.603 em 11 de janeiro de 2011 e em 2 de abril de 2017 o público chegou em 77.612 para acompanhar a NCAA Final Four de 2017.
Em 4 de setembro de 2018, a State Farm adquiriu o naming rights do estadio. Os Cardinals e a State Farm chegaram a um acordo de 18 anos que renomeou o estádio como State Farm Stadium.
Nas semanas 13 e 14 da temporada de 2020 da NFL, o San Francisco 49ers atuou como mandante neste estádio contra o Buffalo Bills e Washington Football Team, saindo da Bay Area de São Francisco devido a pandemia de COVID-19.
Recebeu três partidas da Copa América de 2024.

## Galeria
- Interior do estádio
- Gramado na parte exterior do estádio